# Braindead (film)
Braindead (titlu original: Dead Alive) este o comedie neagră britanică din 1992, regizată de Peter Jackson. Rolurile principale sunt interpretate de actorii Tim Balme, Diana Peñalver și Elizabeth Moody.

## Distribuție
- Tim Balme
- Diana Peñalver
- Elizabeth Moody
- Ian Watkin
- Brenda Kendall
- Stuart Devenie
- Jed Brophy
- Stephen Papps
- Harry Sinclair
- Davina Whitehouse
- Bill Ralston
- Forrest J Ackerman
- Peter Jackson